# Adam Szczepańczyk
Adam Szczepańczyk (ur. 17 października 1922 w Borze Łodygowskim (Beskid Żywiecki), zm. 4 września 1985 we Wrocławiu) – polski artysta. 
Z wykształcenia był ekonomistą. W 1948 roku przeniósł się do Wrocławia i osiadł tu na stałe. Był jednym z pierwszych i jednym z aktywniejszych członków Grupy „Rys”. 
Sztuki ekslibrisowej uczył się samodzielnie wypracowując charakterystyczny i niepowtarzalny własny styl. Ekslibrisy wykonywał w linorycie. Stworzył ok. 500–550  znaków książkowych. Pierwszy ekslibris zrealizował w 1968 roku. 
Nakładem własnym wydał dwie teki ekslibrisowe: „Ekslibris rodzinny” (1980) i „Ekslibrisy Adama Szczepańczyka” (1981). 
Swoje prace eksponował na wielu wystawach zbiorowych. Brał udział w X Biennale Ekslibrisu Współczesnego w Malborku (1984), we wszystkich wystawach „RYS”, w wystawach „Rawicz `79” i „Rawicz `80” oraz w ogólnopolskich wystawach w Sulejówku (1980), Wrocławiu (1981), Kłodzku (1982), Wodzisławiu Śląskim (1983) i Złotoryi (1983). W latach 1980 i 1984 miał we Wrocławiu dwie wystawy indywidualne. 
Ekslibrisy Adama Szczepańczyka są wyrazem poszukiwań twórczych oraz nowatorskich rozwiązań warsztatowych. Są efektem niezwykłej pracowitości artysty. Prawie wszystkie są ekslibrisami w prawdziwym tego słowa znaczeniu, bowiem wykonywane były dla konkretnych osób z przeznaczeniem do księgozbioru. Artysta często umieszcza na znakach łacińskie sentencje, oddające charakter zbiorów i osobowość właściciela. 